# Campionati del mondo di atletica leggera 2017 - 800 metri piani maschili
La gara degli 800 metri piani maschili dei Campionati del mondo di atletica leggera 2017 si è svolta tra il 5 e l'8 agosto.

## Podio
| Pos.    | Atleta                | Nazionalità | Misura  |
| ------- | --------------------- | ----------- | ------- |
| Oro     | Pierre-Ambroise Bosse | Francia     | 1'44"67 |
| Argento | Adam Kszczot          | Polonia     | 1'44"95 |
| Bronzo  | Kipyegon Bett         | Kenya       | 1'45"21 |

## Situazione pre-gara

### Record
Prima di questa competizione, il record del mondo (RM) e il record dei campionati (RC) erano i seguenti.
| Record                | Prestazione | Atleta                     | Data                              | Competizione   |
| --------------------- | ----------- | -------------------------- | --------------------------------- | -------------- |
| Record mondiale       | 1'40"91     | David Lekuta Rudisha Kenya | 9 agosto 2012 Londra, Regno Unito | Olimpiadi 2012 |
| Record dei campionati | 1'43"06     | Billy Konchellah Kenya     | 1º settembre 1987 Roma, Italia    | Mondiali 1987  |

### Campioni in carica
I campioni in carica a livello mondiale e olimpico erano:
| Campione | Atleta              | Prestazione | Data                                   | Competizione   |
| -------- | ------------------- | ----------- | -------------------------------------- | -------------- |
| Olimpico | David Rudisha Kenya | 1'42"15     | 15 agosto 2016 Rio de Janeiro, Brasile | Olimpiadi 2016 |
| Mondiale | David Rudisha Kenya | 1'45"84     | 25 agosto 2015 Pechino, Cina           | Mondiali 2015  |

### La stagione
Prima di questa gara, gli atleti con le migliori tre prestazioni dell'anno erano:
| Pos. | Atleta                        | Prestazione | Data                                 |
| ---- | ----------------------------- | ----------- | ------------------------------------ |
| 1    | Emmanuel Kipkurui Korir Kenya | 1'43"10     | 21 luglio 2017 Principato di Monaco  |
| 2    | Nijel Amos Botswana           | 1'43"18     | 9 luglio 2017 Londra, Regno Unito    |
| 3    | Clayton Murphy Stati Uniti    | 1'43"60     | 15 aprile 2017 Torrance, Stati Uniti |

## Risultati

### Batterie
Le batterie si sono tenute il 5 agosto dalle ore 12:45.

Qualificazione: i primi tre di ogni batteria (Q) e i sei tempi migliori (q) si qualificano alle semifinali.
| Pos. | Batteria | Nome                      | Nazionalità          | Tempo    | Note                          |
| ---- | -------- | ------------------------- | -------------------- | -------- | ----------------------------- |
| 1    | 2        | Thijmen Kupers            | Paesi Bassi          | 1'45"53  | Q                             |
| 2    | 6        | Donavan Brazier           | Stati Uniti          | 1'45"65  | Q                             |
| 3    | 2        | Brandon McBride           | Canada               | 1'45"69  | Q                             |
| 4    | 1        | Kipyegon Bett             | Kenya                | 1'45"76  | Q                             |
| 5    | 2        | Kevin Lopez               | Spagna               | 1'45"763 | Q                             |
| 6    | 3        | Ferguson Cheruiyot Rotich | Kenya                | 1'45"770 | Q                             |
| 7    | 6        | Mohammed Aman             | Etiopia              | 1'45"81  | Q                             |
| 8    | 3        | Isaiah Harris             | Stati Uniti          | 1'45"82  | Q                             |
| 9    | 3        | Elliot Giles              | Gran Bretagna        | 1'45"86  | Q                             |
| 10   | 6        | Guy Learmonth             | Gran Bretagna        | 1'45"90  | Q                             |
| 11   | 2        | Antoine Gakeme            | Burundi              | 1'45"97  | q                             |
| 12   | 1        | Andreas Kramer            | Svezia               | 1'45"98  | Q                             |
| 13   | 1        | Drew Windle               | Stati Uniti          | 1'46"08  | Q                             |
| 14   | 6        | Marcin Lewandowski        | Polonia              | 1'46"17  | q                             |
| 15   | 1        | Abdessalem Ayouni         | Tunisia              | 1'46"19  | q                             |
| 16   | 3        | Ebrahim Alzofairi         | Kuwait               | 1'46"29  | q                             |
| 17   | 2        | Kyle Langoford            | Gran Bretagna        | 1'46"38  | q                             |
| 18   | 3        | Álvaro De Arriba          | Spagna               | 1'46"42  | q                             |
| 19   | 1        | Andrés Arroyo             | Porto Rico           | 1'46"46  |                               |
| 20   | 1        | Edose Ibadin              | Nigeria              | 1'46"51  |                               |
| 21   | 6        | Amel Tuka                 | Bosnia ed Erzegovina | 1'46"54  |                               |
| 22   | 2        | Jesús Tonatiu Lopéz       | Messico              | 1'46"71  |                               |
| 23   | 3        | Abdelati El Guesse        | Marocco              | 1'46"74  |                               |
| 24   | 4        | Emmanuel Kipkurui Korir   | Kenya                | 1'47"08  | Q                             |
| 25   | 2        | Leandro Paris             | Argentina            | 1'47"087 | Miglior prestazione personale |
| 26   | 4        | Michal Rozmys             | Polonia              | 1'47"088 | Q                             |
| 27   | 5        | Nijel Amos                | Botswana             | 1'47"10  | Q                             |
| 28   | 4        | Thiago Andrè              | Brasile              | 1'47"22  | Q                             |
| 29   | 5        | Pierre-Ambroise Bosse     | Francia              | 1'47"25  | Q                             |
| 30   | 5        | Adam Kszczot              | Polonia              | 1'47"36  | Q                             |
| 31   | 5        | Mostafa Smaili            | Marocco              | 1'47"50  |                               |
| 32   | 4        | Alex Amankwah             | Ghana                | 1'47"56  |                               |
| 33   | 4        | Marc Reuther              | Germania             | 1'47"78  |                               |
| 34   | 5        | Mark English              | Irlanda              | 1'48"01  |                               |
| 35   | 5        | Abu Salim Mayanja         | Uganda               | 1'48"11  |                               |
| 36   | 4        | Samir Dahmani             | Francia              | 1'48"62  |                               |
| 37   | 2        | Pol Moya                  | Andorra              | 1'49"06  |                               |
| 38   | 4        | Peter Bol                 | Australia            | 1'49"65  |                               |
| 39   | 6        | Astrit Kryeziu            | Kosovo               | 1'49"94  |                               |
| 40   | 4        | Ahmed Bashir Farah        | Atleti rifugiati     | 1'50"04  | Miglior prestazione personale |
| 41   | 3        | Ryan Sanchez              | Porto Rico           | 1'50"74  |                               |
| 42   | 5        | Francky Mbotto            | Rep. Centrafricana   | 1'51"76  |                               |
| 43   | 1        | Saud Alzaabi              | Emirati Arabi Uniti  | 1'53"34  |                               |
| 44   | 1        | Pyae Sone Maung           | Birmania             | 2'13"38  |                               |
| -    | 1        | Amine Belferar            | Algeria              | dnf      |                               |
| -    | 5        | Hamada Mohamed            | Egitto               | dnf      |                               |
| -    | 6        | Daniel Andujar            | Spagna               | dq       |                               |
| -    | 6        | Michael Loturomom Saruni  | Kenya                | dns      |                               |
| -    | 3        | Wesam Almassri            | Palestina            | dns      |                               |

### Semifinali
Le semifinali si sono tenute il 6 agosto dalle ore 21:15.

Qualificazione: i primi due di ogni batteria (Q) e i due tempi migliori (q) si qualificano alla finale.
| Pos. | Batteria | Nome                      | Nazionalità   | Tempo   | Note |
| ---- | -------- | ------------------------- | ------------- | ------- | ---- |
| 1    | 3        | Kipyegon Bett             | Kenya         | 1'45"02 | Q    |
| 2    | 3        | Mohammed Aman             | Etiopia       | 1'45"40 | Q    |
| 3    | 2        | Brandon McBride           | Canada        | 1'45"53 | Q    |
| 4    | 3        | Pierre-Ambroise Bosse     | Francia       | 1'45"63 | q    |
| 5    | 2        | Kyle Langford             | Gran Bretagna | 1'45"81 | Q    |
| 6    | 3        | Thiago Andrè              | Brasile       | 1'45"83 | q    |
| 7    | 2        | Marcin Lewandowski        | Polonia       | 1'45"93 |      |
| 8    | 2        | Emmanuel Kipkurui Korir   | Kenya         | 1'46"08 |      |
| 9    | 3        | Michal Rozmys             | Polonia       | 1'46"10 |      |
| 10   | 1        | Adam Kszczot              | Polonia       | 1'46"24 | Q    |
| 11   | 3        | Andreas Kramer            | Svezia        | 1'46"25 |      |
| 12   | 3        | Donavan Brazier           | Stati Uniti   | 1'46"27 |      |
| 13   | 1        | Nijel Amos                | Botswana      | 1'46"29 | Q    |
| 14   | 2        | Drew Windle               | Stati Uniti   | 1'46"33 |      |
| 15   | 1        | Ferguson Cheruiyot Rotich | Kenya         | 1'46"49 |      |
| 16   | 3        | Álvaro De Arriba          | Spagna        | 1'46"64 |      |
| 17   | 1        | Isaiah Harris             | Stati Uniti   | 1'46"66 |      |
| 18   | 2        | Ebrahim Alzofairi         | Kuwait        | 1'46"68 |      |
| 19   | 1        | Guy Learmonth             | Gran Bretagna | 1'46"75 |      |
| 20   | 1        | Elliot Giles              | Gran Bretagna | 1'46"95 |      |
| 21   | 2        | Antoine Gakeme            | Burundi       | 1'47"08 |      |
| 22   | 1        | Abdessalem Ayouni         | Tunisia       | 1'47"39 |      |
| 23   | 1        | Kevin Lopéz               | Spagna        | 1'47"62 |      |
| -    | 2        | Thijmen Kupers            | Paesi Bassi   | dns     |      |

### Finale
La finale si è svolta martedì 8 agosto alle ore 21:35.
| Pos. | Nome                  | Nazionalità   | Tempo   | Note                                     |
| ---- | --------------------- | ------------- | ------- | ---------------------------------------- |
|      | Pierre-Ambroise Bosse | Francia       | 1'44"67 | Miglior prestazione personale stagionale |
|      | Adam Kszczot          | Polonia       | 1'44"95 | Miglior prestazione personale stagionale |
|      | Kipyegon Bett         | Kenya         | 1'45"21 |                                          |
| 4    | Kyle Langford         | Gran Bretagna | 1'45"25 | Miglior prestazione personale stagionale |
| 5    | Nijel Amos            | Botswana      | 1'45"83 |                                          |
| 6    | Mohammed Aman         | Etiopia       | 1'46"06 |                                          |
| 7    | Thiago Andrè          | Brasile       | 1'46"30 |                                          |
| 8    | Brandon McBride       | Canada        | 1'47"09 |                                          |